# Pièce de 1 dollar américain Continental Currency
Le dollar américain Continental Currency (également connue sous le nom de dollar continental, dollar Fugio ou dollar Franklin) a été la première pièce à modèle frappée pour les États-Unis. Les pièces ont été frappées en 1776 et les exemplaires ont été réalisés sur des flans en étain, en laiton et en argent.

## Contexte
En 1776, le Congrès continental — désireux d'exercer son statut de souverain dans l'Amérique naissante — entreprend de produire une pièce de monnaie pour remplacer les devises espagnoles et britanniques couramment utilisées.  Frappée à l'origine en étain, en argent et en laiton, elle aurait été conçue d'après un dessin de Benjamin Franklin. Le recto de ces pièces porte une devise frappante qui traduit l'esprit d'indépendance des patriotes fondateurs : « Occupe-toi de tes affaires » (Mind your business). Les États-Unis ont commencé à émettre leurs propres billets de banque en 1776, après le début de la guerre d'indépendance américaine, libellés en monnaie continentale. Bien qu'aucune législation autorisant une pièce de un dollar n'ait été découverte, aucune résolution du 22 juillet 1776 au 26 septembre 1778 ne mentionne le billet d'un dollar, ce qui suggère qu'il devait être remplacé par une pièce,,. La dénomination de la pièce est inconnue, mais Eric P. Newman a supposé que sa valeur était d'un dollar. Les quatre premières émissions de papier-monnaie continental, du 10 mai 1775 au 6 mai 1776, comprenaient un billet d'un dollar, mais la dénomination d'un dollar était absente des six émissions suivantes et ne réapparaît pas avant la dernière émission régulière de papier-monnaie continental du 14 janvier 1779. On pense que cette pièce continentale était destinée à remplacer le dollar en papier dans ces émissions. En outre, la pièce a été fabriquée pour avoir à peu près la même taille que le dollar espagnol fraisé et, comme la pièce espagnole, elle présentait un motif sur la tranche. On ignore toutefois qui a autorisé ou frappé ces pièces.
Le 19 avril 1776, le Congrès a nommé une commission chargée de déterminer la valeur de plusieurs pièces étrangères par rapport au dollar espagnol et, le 20 février 1777, une commission du Trésor du Congrès a recommandé la création d'un hôtel des monnaies, mais rien n'a été fait à ce sujet. À ce jour, il n'existe aucune preuve que les pièces de la monnaie continentale aient été autorisées ou émises par le Congrès continental. En effet, Robert Morris, le surintendant des finances à l'époque de la Confédération, semble ne pas avoir eu connaissance des dollars continentaux, puisqu'il a qualifié ses modèles Nova Constellatio de 1783 de premiers « frappés comme une pièce américaine ».

## Dessin
La pièce de Franklin, plus communément appelée Continental Dollar, présente une image du soleil, ses rayons frappant un cadran solaire, à côté du mot Fugio, qui signifie « je fuis » en latin. Avec la légende Mind your business, cela implique « Le temps passe vite, alors occupez-vous de vos affaires ».  À l'époque, business était compris littéralement comme les affaires ou le commerce, notamment dans le contexte de la monnaie. Mais avec son amour bien connu pour les maximes pleines d'esprit, Franklin a probablement voulu donner un double sens. Le second sens de mind your business aurait été plus proche de la façon dont nous le comprenons aujourd'hui : soyez responsable de vous-même et ne vous mêlez pas inutilement des affaires des autres. Le revers présente treize maillons de chaîne représentant un plaidoyer pour que les Treize Colonies restent unies,.

## Controverse
Un article paru dans le numéro de janvier 2018 de The Numismatist soutient que la pièce de monnaie continentale en dollars pourrait ne pas avoir été une pièce du tout, mais un jeton produit en Grande-Bretagne en guise de souvenir. L'article citait le fait qu'il n'existe aucune trace contemporaine de pièces ayant été commandées par le Congrès continental ou partout dans les colonies jusqu'à longtemps après la révolution.

## Production
Elisha Gallaudet a gravé les matrices des pièces, selon le numismate Eric P. Newman. Deux pièces portent l'inscription EG FECIT sur l'avers, sous le dispositif central du cadran solaire. Cette phrase se traduit du latin par « EG l'a fait ». Les recherches de Newman confirment qu'Elisha Gallaudet est le graveur des matrices. Gallaudet a également conçu une série de monnaies continentales en papier. Les pièces étaient frappées dans trois métaux : le plus courant était l'étain, avec un tirage estimé à environ six mille pièces (dont quelques centaines ont survécu) ; les autres, frappées en laiton et en argent, sont beaucoup plus rares, avec une quinzaine d'exemples connus en laiton et quatre en argent.
Aujourd'hui, il ne reste qu'une centaine de dollars, frappés en étain. Les historiens supposent qu'une grande partie de la frappe initiale a été fondue en raison de la demande d'alliage en temps de guerre. Seuls quelques exemplaires en argent sont connus. Cette composition était très probablement standard pour la circulation. Cependant, l'idée d'un dollar en argent a peut-être été abandonnée, car les États-Unis n'avaient pas d'approvisionnement fiable en argent pendant la guerre. Plusieurs pièces d'essai en laiton sont également connues.

## Variétés
Comme pour d'autres pièces des débuts des États-Unis, les matrices du dollar Continental étaient poinçonnées à la main, ce qui signifie qu'il n'y avait pas deux matrices identiques. L'une des variétés d'avers connues a été fabriquée accidentellement avec « CURRENCY » mal orthographié « CURENCY ».
Une autre variété, connue sous le nom de « date ornementée » (ornamented Date), a également été fabriquée avec un « CURRENCY » mal orthographié, cette fois sous la forme « CURRENCEY ». La bévue a été corrigée en poinçonnant un « Y » sur le « E » et une figure ornementale a été gravée sur le « Y » original.

## Utilisation ultérieure du dessin

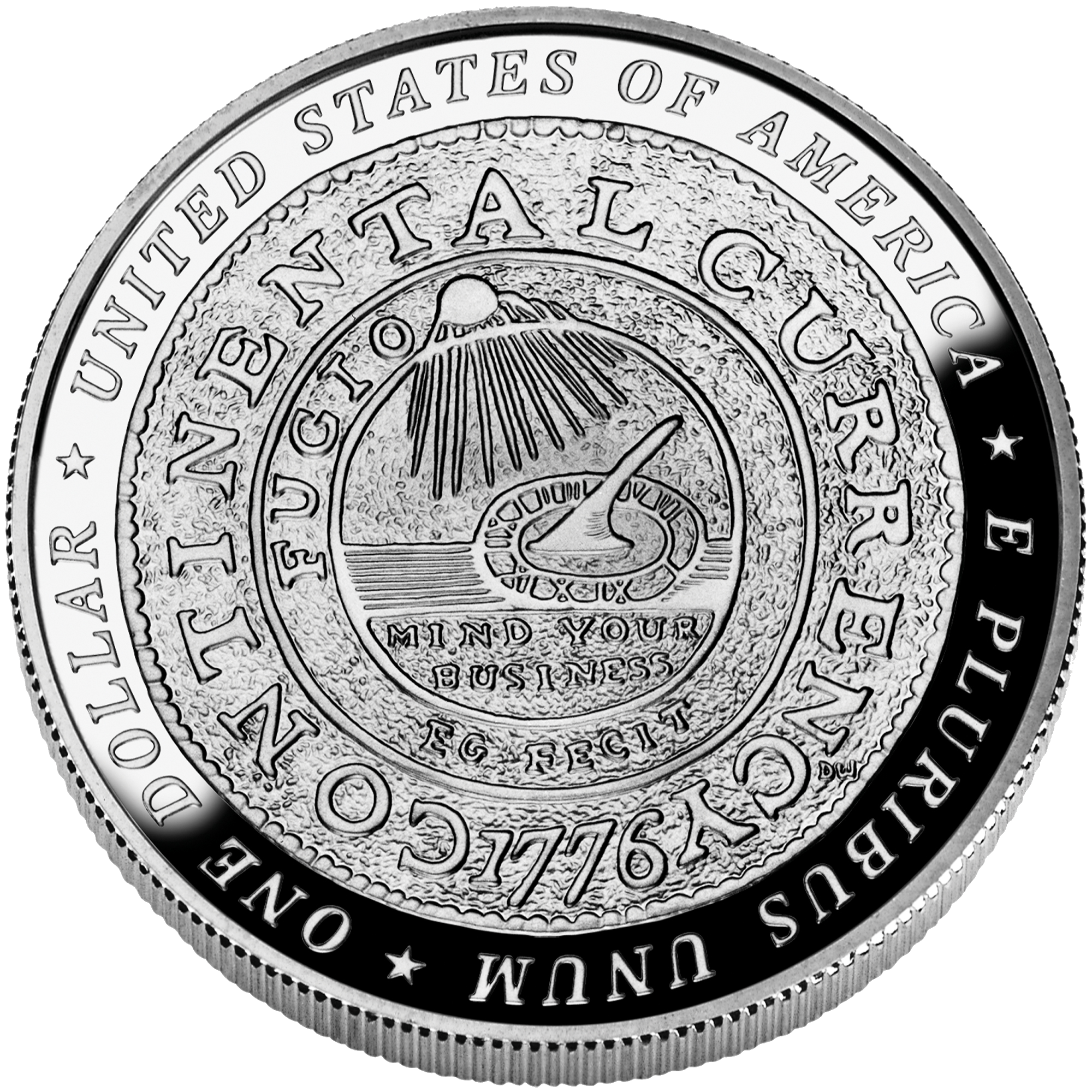
Revers du dollar en argent Benjamin Franklin, « Père fondateur » de 2006

Le Fugio cent de 1787, première pièce officiellement mise en circulation aux États-Unis, reprend de nombreux éléments du dessin de la pièce de monnaie continentale. Une adaptation de la pièce de monnaie continentale apparaît sur le revers de la variété « Founding Father » du dollar en argent Benjamin Franklin de 2006.

## Valeur numismatique
L'un des quatre dollars de la monnaie continentale de 1776 frappés en argent a atteint 1,41 million de dollars le 16 mai 2014 lors de la vente de la quatrième partie de la collection Eric P. Newman par Heritage Auctions à New York. Le prix réalisé pour la pièce comprend les frais de l'acheteur de 17,5 % ajoutés au prix final du marteau. La pièce est classée Mint State 63 par la Numismatic Guaranty Company (en) qui a également indiqué que le prix de 1,41 million de dollars est près de trois fois supérieur au précédent record d'enchères pour un dollar continental.